# Saurjad-praporschtschik

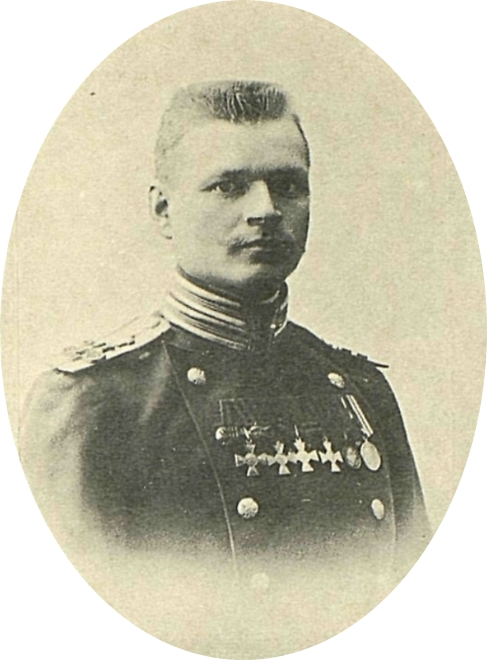
Saurjad-praporschtschik, 1. Ostsibirisches Regiment, 1910

Saurjad-praporschtschik, auch Saurjad Praporschtschik (russisch Зауряд-прапорщик, wörtl. „einfacher Fähnrich“, in der Bedeutung Hilfs- oder Vizefähnrich bzw. Fähnrich-Diensttuer), bezeichnete in der Kaiserlich Russischen Armee einen Rang, der eine Zwitterstellung zwischen den Dienstgradgruppen der Unteroffiziere und der Offiziere einnahm. Darin entsprach er annähernd dem deutschen Feldwebelleutnant.

## Historische Entwicklung
Im kaiserlichen Russland war der Podpraporschtschik (ru: Подпрапорщик) bis 1891 der höchste Unteroffiziersrang, bevor ihm der neu eingeführte Saurjad-praporschtschik vorgesetzt wurde. Diesen Rang erreichten in der Regel nur länger dienende oder besonders talentierte Unteroffiziere. Im Unterschied zu den übrigen Unteroffizieren, konnte ein Saurjad-praporschtschik nicht auf Geheiß des Regimentskommandeurs seines Rangs verlustig gehen, sondern es bedurfte dazu eines Kriegsgerichtsverfahrens, wie bei Offizieren. Im Ersten Weltkrieg erhielten den Rang eines Saurjad-praporschtschiksauch Podpraporschiks, die zur Ernennung zum Praporschtschik oder Kornett der Kavallerie anstanden, jedoch noch nicht in diese sogenannten Oberoffiziersränge eingewiesen werden konnten.

## Rangabzeichen
Hinsichtlich der Verleihung von Kriegs- und Verdienstauszeichnungen wurden auf den Saurjad-praporschtschik die für Unteroffiziere geltenden Bestimmungen angewandt. Statt der zum Schulterknopf hin spitz zulaufenden Schulterklappen der übrigen Mannschaften und Unteroffiziere, führten Podpraporschtschik und Saurjad-praporschtschik trapezförmige, sechskantige Schulterstücke, nach Art der Offiziere; die Epauletten der Miliz- und regulären Offiziere blieben ihnen jedoch verwehrt.
Die Schulterstücke folgten anfangs konsequent dem Muster der Offiziere: Sie waren gänzlich mit Tresse besetzt, dazu mittig aufgelegt einen fünfspitzigen Rangstern. Über das obere Ende verliefen die Rangborte jenes Rangs, aus dem heraus die Beförderung zum Saurjad-praportschtschik geschehen war. 1904 trat an die Stelle des glatten Schulterknopfs ein heraldischer (mit Doppeladler).
Für ab 1907 beförderte Saurjad-praportschtschiks änderte sich das Aussehen der Rangabzeichen grundlegend (die vorher Beförderten behielten die alten Version). Die Schulterstücke glichen nun dem Podpraporschtschik-Modell von 1904: Sie waren komplett in Regimentsfarbe gehalten, eine schmale Tresse (beim Saurjad-praportschtschik mit Rangstern) teilte die Schulterstücke längs der Mitte. Die Anzeige des vorherigen Dienstgrades entfiel, stattdessen führten Saurjad-praportschtschiks in der Dienststellung des (Kompanie-)Feldwebels bzw. Schwadrons-Wachtmeisters zusätzlich dessen quergestellte Rangborte. 1911 wurde die Längstresse etwas breiter, kurz darauf rückte der Rangstern auf die Feldwebel-Querborte. Im Ersten Weltkrieg ersetzte eine orangefarbene Wollborte die bisherige Längstresse aus Metall.

### Schulterstück-Versionen 1891–1916

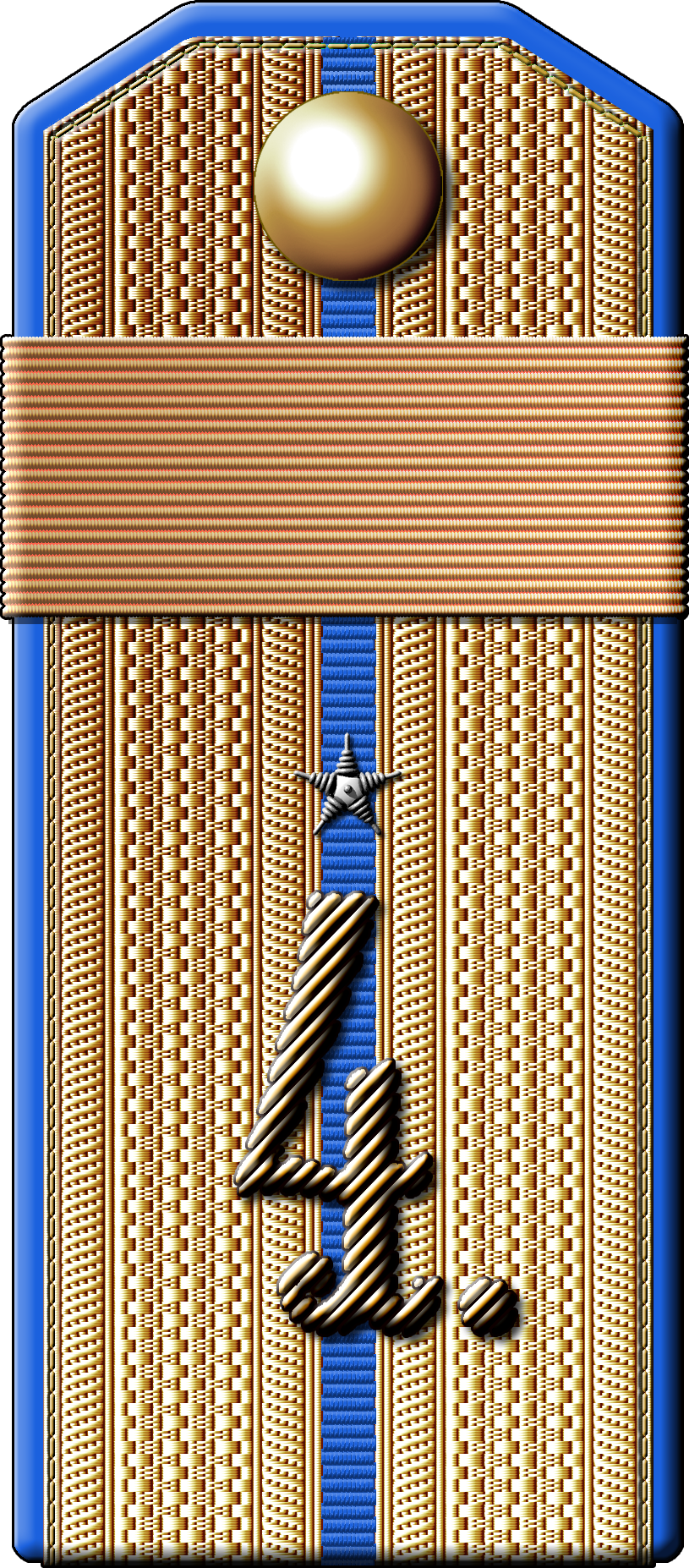
1891, befördert aus Dienstgrad Fel'dfebel (15. Schlüsselburg-IR, 4. Div., ab 1909 mit „15“ statt „4“)
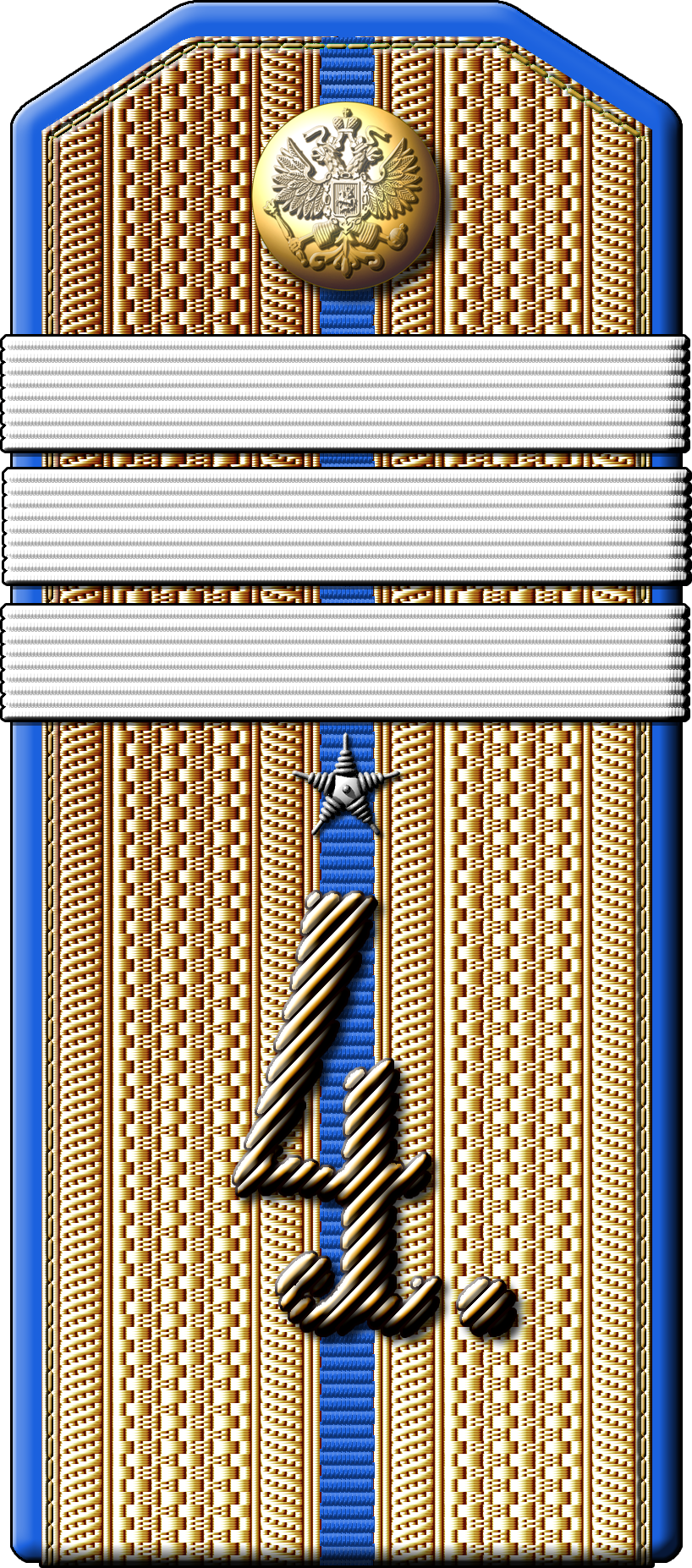
1904, befördert aus Dienstgrad Starshi unter-ofitser (mit heraldischem Schulterknopf)
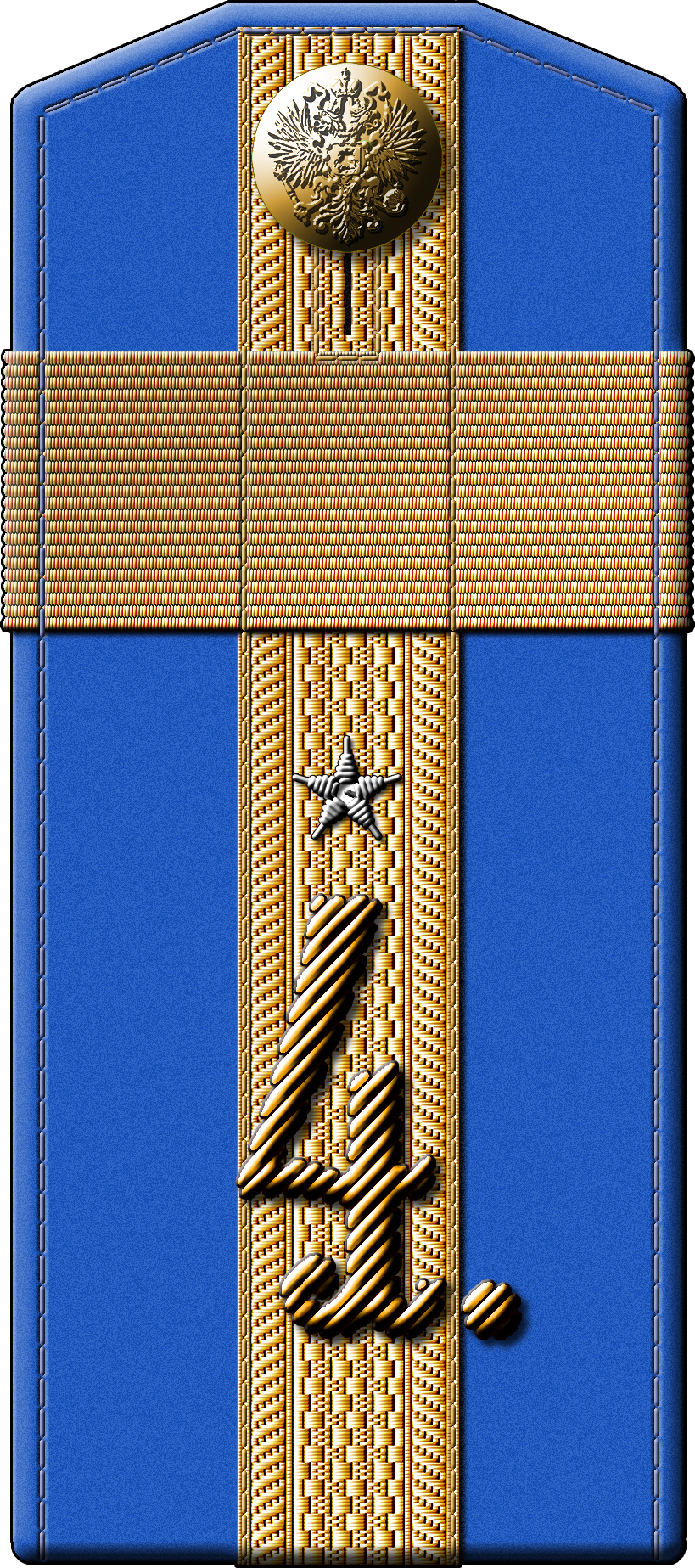
1907, in Feldwebel-Dienststellung (Rangstern auf Längstresse)
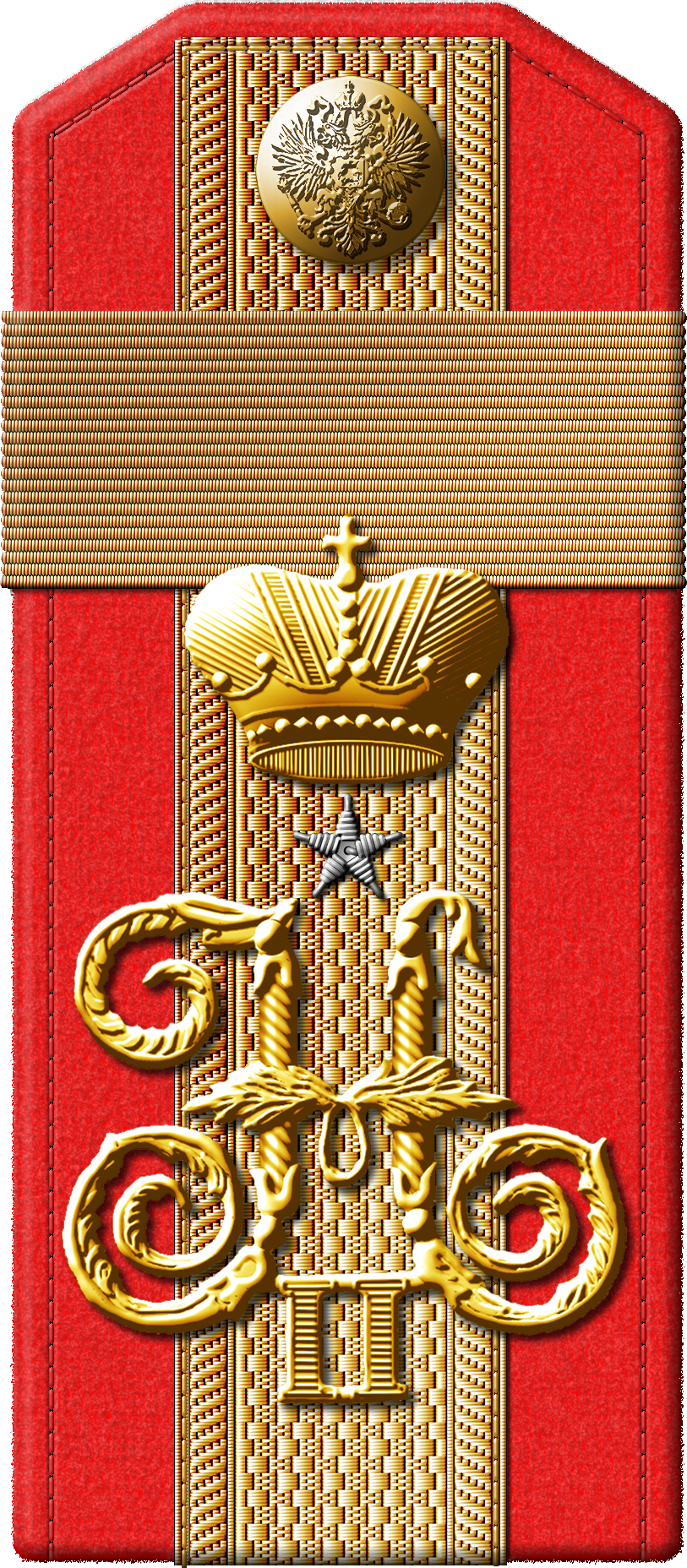
Anfang 1911, in Feldwebel-Dienststellung  (65. Moskauer Inf.Rgt.)
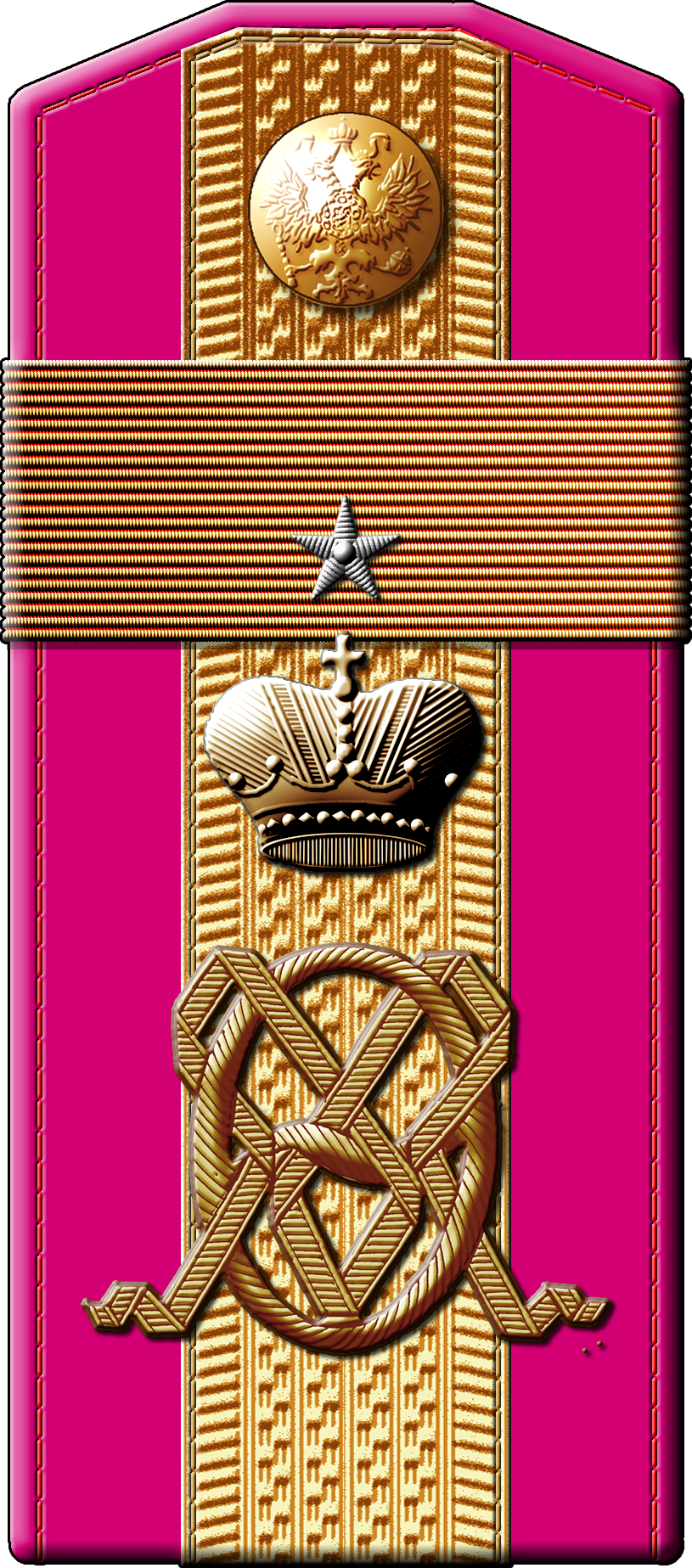
Mitte 1911, Feldwebel-Diensttuer (11. Ostsibirisches Schtz.Rgt., Rangstern auf Quertresse)
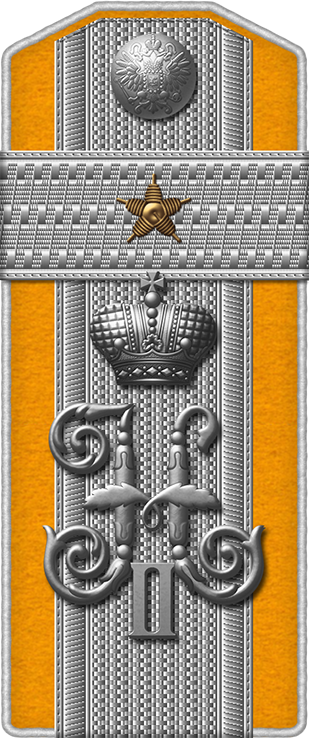
1914, in Wachtmeister-Dienststellung (Gardekürassiere)
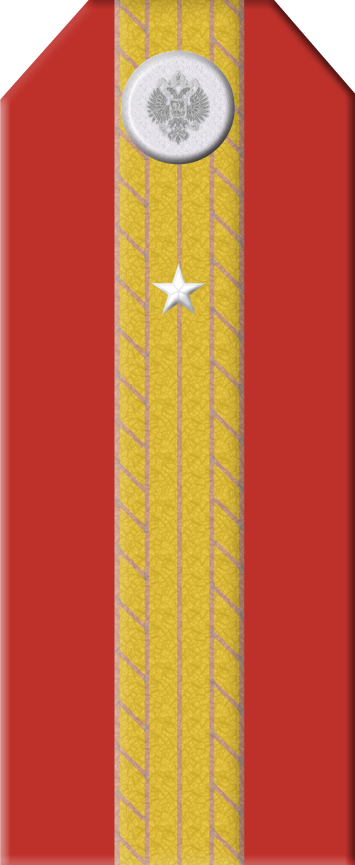
1917, Podpraporschtschik im Rang Saurjad-praporschtschik (Inf., letzte Schulterstück-Version)

### Unterschiedliche Fähnrichsränge der kaiserlich russischen Armee
In der Kaiserlichen Russischen Armee von 1891 bis 1919 und in der Weißen Armee von 1917 bis 1923 gab es drei Praporschtschik-Ränge.
- Podpraporschtschik/Unterfähnrich (russisch Подпрапорщик), höchster Unteroffizier der Infanterie
  - Podchorunschij/Unterkornett (ru: Подхорунжий), höchster Unteroffizier in der Kosakenarmee
- Saurjad-Praporschtschik/Vizefähnrich (ru: Зауряд-прапорщик), als eine Art Feldwebelleutnant
- Praporschtschik/Fähnrich (ru: Прапорщик), rangniederster Offizier (bis 1884, ab 1886 nur noch Reserverang, Weiterbeförderung erst nach Wechsel in die Aktivenlaufbahn).[3][4]

| 1891–1923                                                      | Kaiserlich Russische Armee/ Weiße Armee Schulterstücke, Version 1917 | Kaiserlich Russische Armee/ Weiße Armee Schulterstücke, Version 1917 | Kaiserlich Russische Armee/ Weiße Armee Schulterstücke, Version 1917 |
| -------------------------------------------------------------- | -------------------------------------------------------------------- | -------------------------------------------------------------------- | -------------------------------------------------------------------- |
| Kleines Wappen des Russischen Kaiserreichs · Kriegswappen 1919 |                                                                      |                                                                      |                                                                      |
|                                                                | Podpraporschtschik / Podchorunschij (Unterfähnrich / Unterkornett)   | Saurjad-praporschtschik (Fähnrich-Stellvertreter)                    | Praporschtschik (Fähnrich)                                           |
| Dienstgradgruppe                                               | Unteroffiziere                                                       | Unteroffiziere                                                       | Offiziere                                                            |

Siehe dazu auch